# Ancylotropus montanus
Ancylotropus montanus is een vliesvleugelig insect uit de familie Eucharitidae. De wetenschappelijke naam is voor het eerst geldig gepubliceerd in 1928 door Girault.